# Doneckie šachtёry
Doneckie šachtёry (Донецкие шахтёры) è un film del 1950 diretto da Leonid Davidovič Lukov.